# ベニバナ

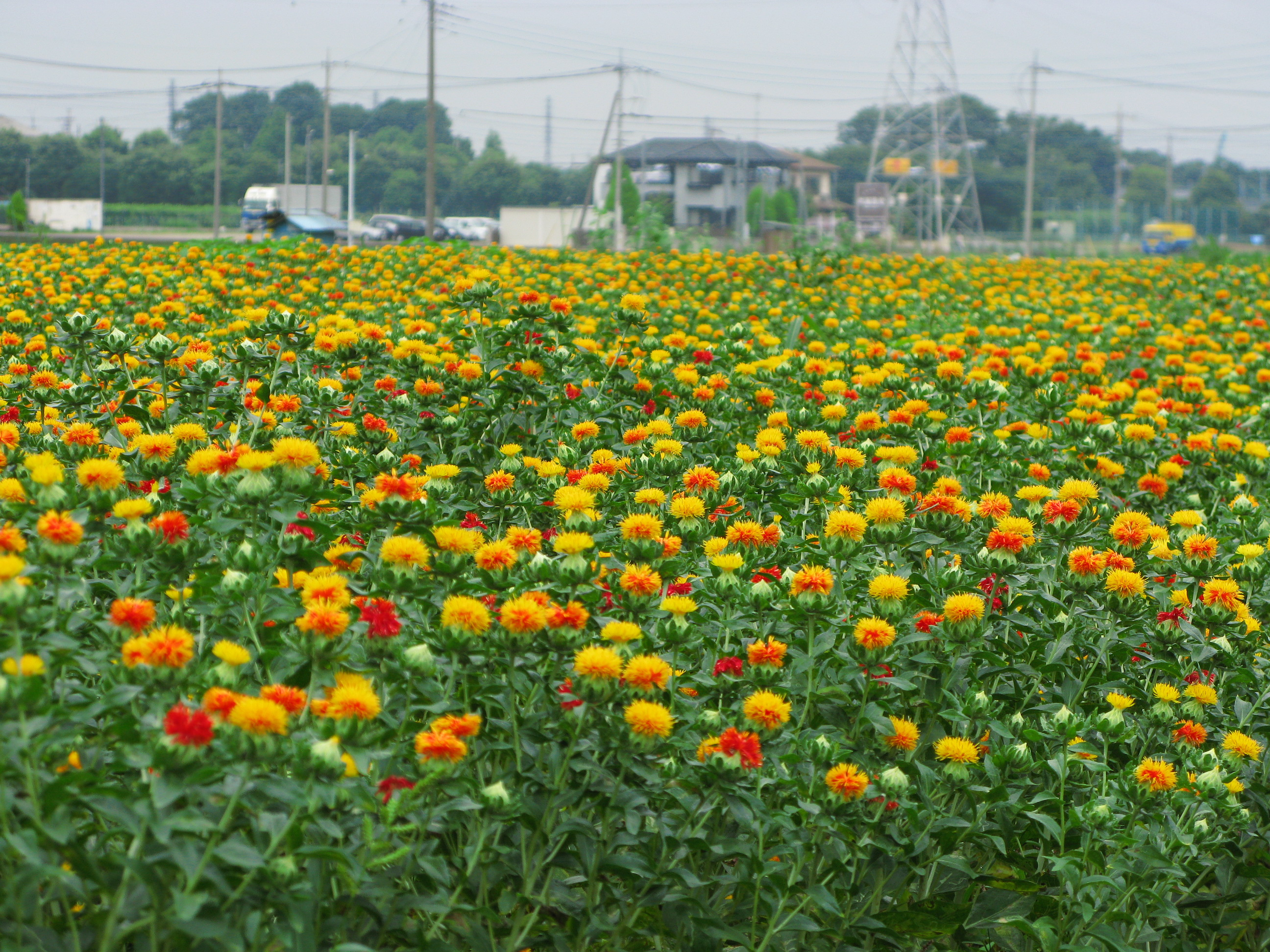
ベニバナ畑（埼玉県桶川市）

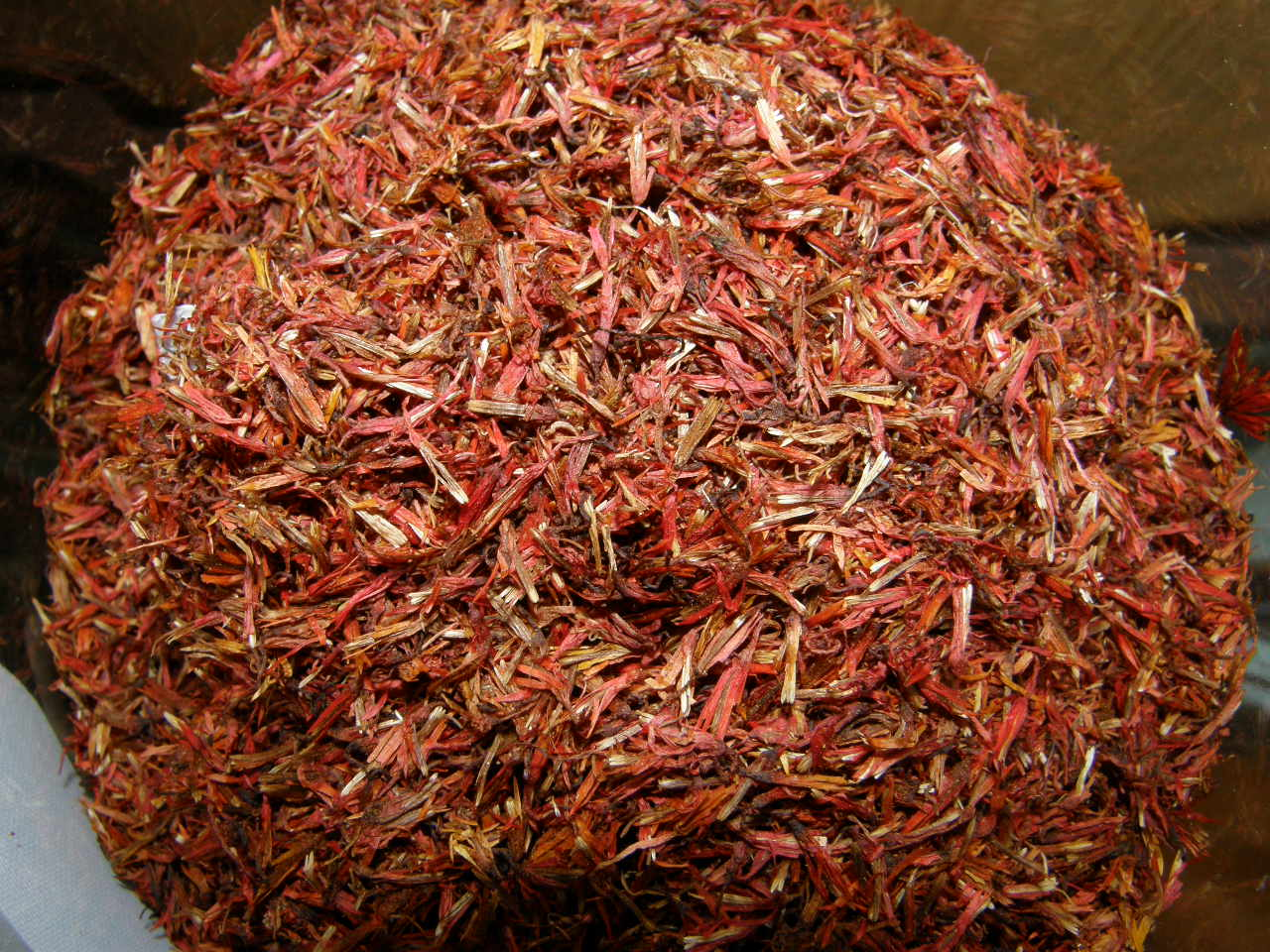
生薬として利用される乾燥した紅花

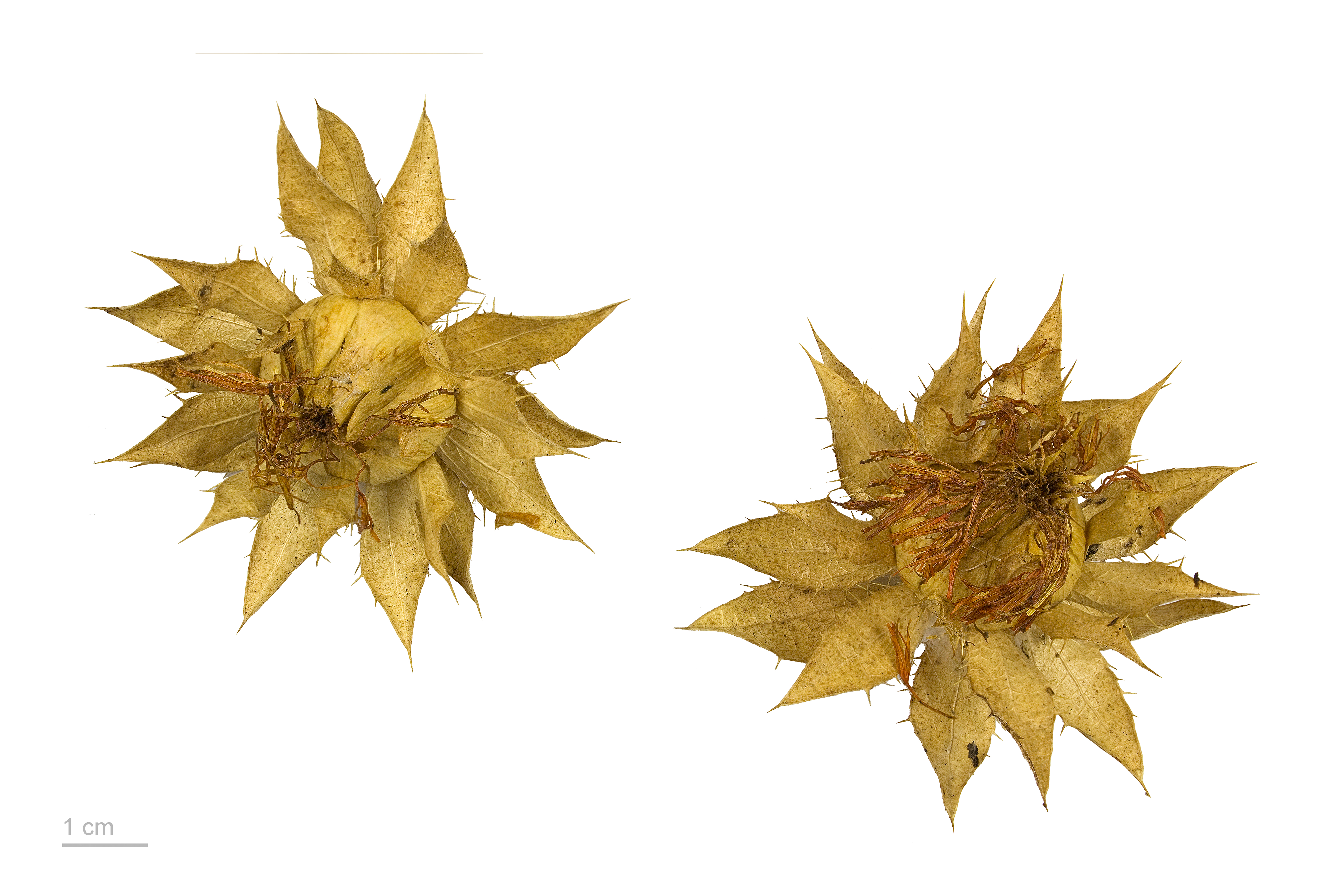
Carthamus tinctorius

ベニバナ（紅花、学名: Carthamus tinctorius）は、キク科ベニバナ属の一年草または越年草。雅称を末摘花（すえつむはな）ともいう。紅色染料や食用油の原料として栽培される。

## 特徴
原産はアフリカのエジプトといわれるが、野生種は見つかっておらず、世界へ広まった。紀元前2世紀頃には北方の遊牧民族の匈奴へ伝わり甘粛省付近で栽培されていたが、漢の武帝がこの地を占領した。後漢の時代（2 - 3世紀頃）には中国本土でも栽培がされており、日本には5世紀頃に渡来したといわれている（6世紀伝来説もあり）。古くは和名を「くれのあい（呉藍）」といい、中国伝来の染料との意味。「すえつむはな（末摘花）」とも呼ばれる。
二年草。高さは40 - 110センチメートル (cm) になり、茎は無毛でわら色をしている。葉は無柄で互生し、基部は円く、葉縁に大小不揃いの鋸歯があって先端が鋭いトゲとなる。葉脈はハッキリみえ、細脈は多角形の網目を作り、その中に遊離脈があることが多い。
花期は夏（6 - 7月）で、枝先に頭状花（頭花）をつける。頭花は、はじめ鮮やかな黄色で、オレンジを経て徐々に赤くなる。総苞は球形で、外側の総苞片は葉状で縁にトゲがある。内側の総苞片は膜質でトゲはない。花冠は先が深く5裂して、冠毛はほとんど目につかない。花床には多くの白い鱗片がある。果実（痩果）は長さ7ミリメートル (mm) で白色、基部にへそがあり、冠毛は鱗片状でかなり短く、後に脱落しやすい。

## 形態

### 植物油用
大きく分けてハイリノール種とハイリノレイック種に分けられる。後者はリノール酸に代表される脂肪酸の含有率が低く、リノール酸の過剰摂取が問題となって以降、生産量を伸ばした。

### 食用花類
ベニバナには食用品種（食用べにばな）もある。

## 日本での産地
日本では、平安時代に千葉県長南町で盛んに栽培された。
江戸時代中期以降は現在の山形県最上地方や埼玉県桶川市、上尾市周辺（桶川宿の頁を参照）で盛んに栽培された。米沢藩では江戸時代初期に紅花の買い上げを始め、「紅餅」として商品化して京都・大坂に送った。また、9代藩主上杉治憲（鷹山）が奨励した米沢織にも紅花が用いられた。
また、『朝鮮王朝実録』には、1497年に朝鮮に漂着した宮古列島多良間島（現在の沖縄県宮古郡多良間村）の住民が「わが島は紅花多く産し」と答えたという記録が残っており、多良間島では当時からベニバナが栽培されていたことが分かっている。多良間島のベニバナは琉球王府に貢納され、タラマバナと呼ばれて珍重された。
しかし、明治時代以降、中国産のベニバナが盛んに輸入され、次いで化学的に合成可能なアニリン染料が普及したことから、ベニバナ生産は急速に衰退した。現在では紅花染めや観光用などにわずかに栽培されている。
山形県ではベニバナが県花になっており、同県河北町には「紅花資料館」がある。また、千葉県長南町もベニバナを町の花に指定している。沖縄県多良間村でもベニバナが村花に指定されている。
山形県の最上川流域自治体（山形市・米沢市・酒田市・天童市・山辺町・中山町・河北町・白鷹町）におけるベニバナ栽培やその生産・加工・流通景観が「歴史と伝統が繋ぐ山形の『最上紅花』日本で唯一、世界でも稀有な紅花生産・染色用加工システム」として日本農業遺産に認定されている。

## 染料
ベニバナの花を摘んでから発酵・乾燥させたものが、紅色の染料や着色料（食品添加物、化粧品の口紅）の材料となる。

### 紅の分離
ベニバナの花は黄色ないし紅色をしている。花の中には水に溶けやすい黄色の色素サフロールイエローと水に溶けにくい紅色の色素カルタミンが混在しており、水にさらすことによって分離することができる。紅色だけを取り出すには花を摘んですぐに水にさらして乾燥させる。その後繰り返し水に晒しては乾かすことで紅色になる。日本の伝統的な製法では、石灰水を含む川の水が用いられる。

### 紅花染め
紅花染めは、水にさらして乾燥させた花を水に含ませて餅つきと同じ方法で杵でついた後、丸餅の形にして乾燥させた状態の紅餅（べにもち）を灰汁の中に入れてかき混ぜた状態にしたのち、衣類を漬け込んで水にさらす（一次染め。灰汁はアルカリ性の液なので苦く、色もオレンジ色に仕上がる）。次に、紅餅入りの灰汁に烏梅を少量加えたものに漬け込んで水にさらす（二次染め。烏梅はクエン酸の多い酸性の液体なので酸っぱく、色も赤みが加わってくる）。さらに、烏梅を少しずつ加えて配合を変えながら何度も染め上げて水にさらし乾燥させると完成する。このような手間をかけるのは、色が繊維中に染み込みにくい特性を持つことによる。

## そのほかの利用方法

### 薬用

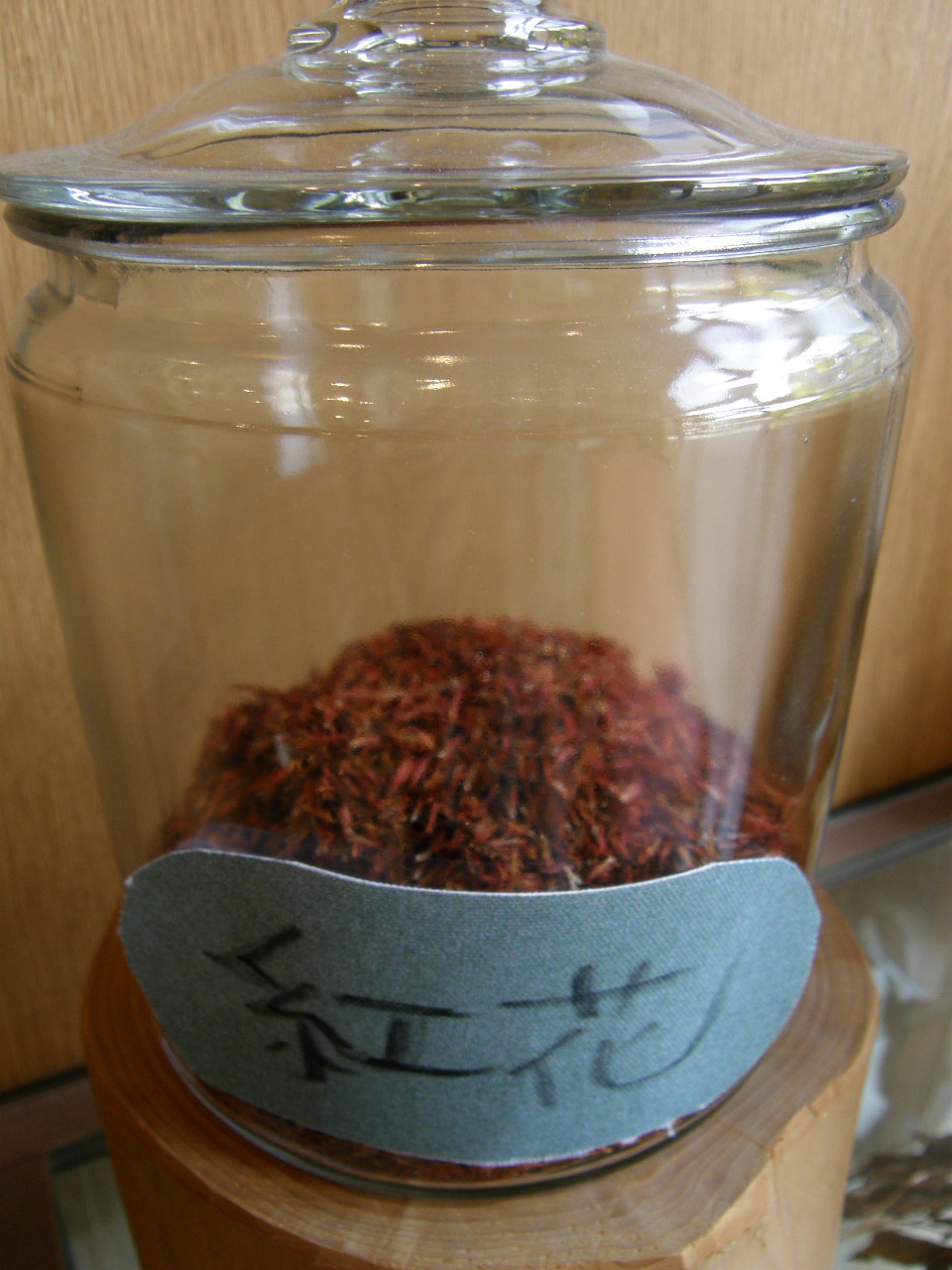
漢方薬の原料である乾燥したベニバナ（丹波市立薬草薬樹公園）

乾燥させた花は紅花（こうか）と呼ばれ、血行促進作用がある生薬として日本薬局方に収録されている。この生薬は、養命酒などにも含まれる。また、ベニバナから作った生薬をツボなどの部位に塗る紅灸（べにきゅう）という灸の一種もある。葛根紅花湯、滋血潤腸湯、通導散などの漢方方剤に使われる。ほか、明治から昭和初期にかけての日本では、紅の溶液を患部に塗擦することで病気が治ると謳った紅療法が流行した。

### 紅花油
- ベニバナの種子を搾った油は紅花油（サフラワー油）と呼ばれ、サラダ油として用いられたり、マーガリンの原料になる。

### 口紅
- ベニバナから赤色色素を抽出し、陶磁器製の猪口の内側などに刷き乾燥させたもの。良質な紅は赤色の反対色である玉虫色の輝きを放ち、江戸時代には小町紅の名で製造販売された。

### その他
- 奈良県生駒郡斑鳩町の藤ノ木古墳の有機質の分析の結果、ベニバナの花粉が発見され、その用途の解明が新たな課題となっている。
- 蔵王べにばな鶏 - 地鶏の一品種。山形県産。餌に紅花ミールと地養素を使用[20]。
- ツェリンマ茶 - ブータンで飲まれているハーブティーの一種で、ベニバナの花弁とタマラニッケイの根皮を主たる材料とする。
- SemBioSys Geneticsは遺伝子組み換えベニバナからインスリンの生産を試みたが2012年に終了した[21]

## ベニバナに因む事物
- べにばな (列車) - 東日本旅客鉄道（JR東日本）が新潟駅と山形県の米沢駅との間で運行する快速列車。ベニバナが山形県の県花かつ特産品であることに由来する。
- べにばな国体 - 山形県で1992年に開催された第47回国民体育大会の愛称。
- オケちゃん - 埼玉県桶川市のマスコットキャラクター（ゆるキャラ）。ベニバナをモチーフとしている。
- はながたベニちゃん - 山形市のマスコットキャラクター。髪はベニバナをイメージして黄色で描かれている。
- 末摘花 (源氏物語) - 平安時代中期に成立した日本の長編物語『源氏物語』に登場する女性の一人に対する通称。彼女の「鼻が紅い」ことをベニバナ「紅い花」に掛けて雅称「末摘花」とあだ名に付けた[3]。
- 映画『おもひでぽろぽろ』では、山形県山形市高瀬地区のベニバナ栽培をモデルに、花摘みから紅餅作りに至る工程が描かれている[22]。